# Подгорное (Марий Эл)
 Подгорное  — деревня в Юринском районе Республики Марий Эл. Входит в Марьинское сельское поселение.

## География
Находится в юго-западной части республики Марий Эл на расстоянии приблизительно 44 км по прямой на север-северо-запад от районного центра посёлка Юрино.

## История
В 1925 году в деревне было около 80 домов, проживали русские. В 1927 году в деревне было 135 хозяйств, в которых проживало 682 жителя. В советское время работали колхозы «Красная Юронга», « Красный Октябрь», совхоз «Ветлужский». В 1974 году в деревне осталось 74 хозяйства, в которых было 162 жителя. В 1992 году в деревне проживали 102 человека.

## Население
Постоянное население составляло 48 человек (русские 96 %) в 2002 году, 51 в 2010.